# 니시오 스에히로
니시오 스에히로(일본어: 西尾 末広, 1891년 3월 28일~1981년 10월 3일)는 14선 중의원 의원을 역임한 일본의 정치인이다.

## 생애
가가와현 가가와군 시유지마촌(지금의 다카마쓰시)의 누기지섬에서 태어났다. 14살 때 오사카 포병공창에서 선반공 견습으로 처음 일을 했으며 스미토모 주강장 직공으로 일하다가 처음 노동운동에 참여했다. 이후 오사카 전등, 후지나가타 조선소, 가와사키·미쓰비시 조선소 쟁의 등을 이끌며 수차례 지도와 검속을 받았다. 1919년 노동자들의 상호부조단체인 우애회에 가입해 마쓰오카 고마키치와 알게 되었다. 1926년 사회민중당 결성에 참여했다.
보통선거가 처음 시행된 1928년 총선에 사회민중당 후보로 출마해 당선됐다. 1932년부터는 사회대중당에 몸담아 간부가 되었다. 1938년 3월 16일 중의원 본회의에서 「국가총동원법」안에 찬동하며 당시 총리대신 고노에 후미마로에게 "아돌프 히틀러처럼, 베니토 무솔리니처럼 혹은 이오시프 스탈린처럼 확신에 찬 지도자가 돼라"라며 격려했다. 전체주의적 독재자에 대한 공명을 표한 셈인데 사회대중당을 언짢게 여기던 입헌정우회와 입헌민정당은 스탈린을 긍정적으로 묘사했다며 니시오를 제명코자 했다. 양당은 합심하여 23일 제명안을 찬성 320표, 반대 43표로 통과시켰다. 하지만 니시오는 다음 해 보궐선거에서 당선돼 국회로 다시 돌아왔다.
1940년 3월 민정당 의원 사이토 다카오이 반군 연설을 했다가 제명될 때 반대 입장을 가지고 본회의에 결석했다. 하지만 찬성 의사를 표한 사회대중당 서기장 아소 히사시는 아베 이소오, 미즈타니 조자부로 등 반대 의사를 표명한 사회대중당 간부들을 당에서 제명했고 니시오도 이때 사회대중당에서 제명됐다. 이후 고노 이치로 등과 함께 흥아의원동맹을 결성했다.
1942년 익찬선거에 비추천으로 출마해 당선됐다. 익찬정치회나 대일본산업보국회와는 거리를 두면서 은밀히 도조 내각 도각 운동에 가담했다. 그 덕분에 전후 공직 추방을 당하지 않을 수 있었다.
일본의 항복으로 제2차 세계 대전이 끝나면서 정계 재편의 움직임이 가속화했다. 니시오는 하토야마 이치로 등 보수 성향 정치인들과 신당 설립을 협의했으나 정치적 여운을 남긴 채 헤어졌다. 1945년 11월 2일 일본사회당이 창당되자 이에 참여했으며 사회당 우파에 속했다. 1946년 사회당 서기장이 되었다.
1947년 총선에서 사회당이 원내1당이 되자 매우 놀라워하면서 사회당이 정권을 담당할 준비가 되어 있지 않은 것을 우려했다. 이에 니시오는 다른 정당과 연립하여 총리대신을 양보하는 대신 각료의 다수를 사회당이 점하는 내각을 구상했다. 니시오는 일본자유당의 제1차 요시다 내각을 존속시켜 거기에 참여하길 원했지만 요시다는 사회당 좌파를 배제할 것을 요구했다. 좌파가 이에 응하지 않으면서 자유당과의 연정은 무산되었다.
결국 민주당, 국민협동당과 연정을 꾸리고 사회당 위원장 가타야마 데쓰가 총리대신이 되었다. 니시오는 내각관방장관으로 입각했지만 사회당 좌우파의 대립으로 가타야마 내각은 불과 10개월 만에 무너졌다. 연정을 이어 민주당의 아시다 히토시가 총리대신이 되었고 니시오는 부총리가 되었다. 하지만 니시오가 정치 헌금을 받은 것이 드러나 부총리에서 물러났고 그 다음엔 쇼와전공 사건이 일어나 내각이 무너졌다. 니시오는 두 차례의 부패 사건에 휘말렸지만 모두 다 무죄를 선고받았다. 하지만 1949년 총선에서 낙선해야 했다. 이후 1952년 총선에서 당선되면서 정계에 복귀했다.
1950년대 초 좌우로 분열되었던 사회당은 1955년 통일을 이루었지만 1959년 제4회 일본 참의원 의원 통상선거에서 사회당이 패배하면서 다시 갈등이 불거졌다. 사실 해당 선거에서 사회당이 의석 수는 늘렸지만 목표치에 미달했던 데다가 자유민주당이 더 많은 의석을 얻었기에 사회당이 스스로 패배라고 규정한 것이었다. 이를 극복하고자 사회당 좌파가 일본공산당과의 사공 공투를 주장했지만 반공주의자였던 니시오는 이에 반발했다. 니시오는 정권을 담당할 수 있는 건전한 사회주의 정당이 있어야 한다고 생각해 1959년 10월 18일 사회당을 탈당하여 일본사회당재건동지회를 결성했다.
그리고 1960년 1월 24일 민주사회당 창당대회를 열었다. 당초 참여한 의원 수는 중의원 의원이 38명, 참의원 의원이 16명이었다. 니시오가 초대 위원장이 되었고 가타야마는 최고고문에 취임했다. 민사당은 안보에 있어서는 사회당, 공산당과 보조를 맞추었지만 예산을 비롯한 안보 이외의 안건에 대해선 자민당에 동조하는 모습도 보였다.
같은 해 총선에선 의회주의를 옹호하며 사회당과 대결 자세를 취했다. 하지만 히비야 공회당에서 아사누마 이네지로 암살 사건이 발생하자 사회당이 동정표가 몰려 민사당의 의석수는 17석으로 급감했다. 1963년 총선과 1966년 총선에서는 어느 정도 회복세를 보여 30석까지 늘어났고 야당 세력의 일각을 점할 수 있었다.
1965년 사회당의 반대에도 불구하고 자민당과 힘을 합쳐 「한일기본조약」을 강행 채결했다.
1967년 2월 22일 사회당 위원장 사사키 고조가 "민사당은 제2의 보수당"이라고 하자 민사당 서기장 니시무라 에이이치는 "3당 정책 협정이 막 이루어진 참에 우리 당을 모욕하는 건 무슨 저의냐"라며 "사회당은 제2의 공산당"이라고 맞받아쳤다. 니시무라의 이 같은 발언은 니시오의 의견이나 다름없었다. 4월 통일지방선거 이후 니시오는 위원장을 퇴임했는데 NET TV의 프로그램에 출연해 생방송으로 이 사실을 알렸다. 이후 상임고문으로 물러났고 후임 위원장에 니시무라를 지명했다.
1972년 총선에 불출마를 선언하여 정계를 은퇴했다. 이후 1983년 10월 뇌출혈과 신부전으로 사망했다.

## 역대 선거 결과
|  | 0% |

|  | 0% |

|  | 0% |

|  | 0% |

|  | 0% |

|  | 0% |

|  | 22.3% |

|  | 7.4% |

|  | 20.6% |

|  | 16.8% |

|  | 12.4% |

|  | 17.8% |

|  | 23.2% |

|  | 27.9% |

|  | 21% |

|  | 17.9% |